# Palestine, Texas
Palestine är en stad i den amerikanska delstaten Texas med en yta av 46,3 km² och en folkmängd som uppgår till 17 598 invånare (2000). Palestine är administrativ huvudort i Anderson County.

## Kända personer från Palestine
- Smith Ballew, musiker och skådespelare
- Adrian Peterson, Amerikansk fotbollsspelare